# Куликовский, Василий Васильевич
Василий Васильевич Куликовский (2 января 1904, Феодосия, Таврическая губерния — 1942, Севастополь, Крымская АССР) — советский учёный-географ, директор Крымского государственного педагогического института имени М. В. Фрунзе в 1939—1941 годах. Погиб при обороне Севастополя.

## Биография
Родился в Феодосии 2 января 1904 года. В ранние годы трудился охранником на железной дороге. С 1926 по 1930 год учился в педагогическом техникуме, затем поступил на географический факультет Крымского государственного педагогического института. Продолжил учёбу в аспирантуре, после которой преподавал в своей альма-матер экономическую географию, являлся деканом географического факультета. С 1939 года — директор КГПИ. Работал в лекторской группе Симферопольского городского комитета ВКП(б) совместно с А. И. Галушкиным.
22 июня 1941 года, в день нападения нацистской Германии на Советский Союз, выступил на собрании института с призывом к преподавателям, сотрудникам и студентам отдать все силы на защиту Родины. На собрании было решено создать стрелковые кружки, команды МПВО, оснастить институт средствами противовоздушной обороны. 20 августа директор института был призван в РККА. Первоначально воевал в звании военного комиссара 1-го артполка 3-й Крымской дивизии, впоследствии переформированной в 172-ю стрелковую дивизию. Участвовал в боях за Перекоп. С начала января 1942 года оборонял Севастополь вместе с другими членами Крымского обкома ВКП(б) в качестве заместителя заведующего отделом агитации и пропаганды. В дни осады города, после успешно проведённой Керченско-Феодосийской десантной операции, Севастопольским горкомом партии В. В. Куликовский был назначен ответственным секретарём Комиссии по сбору и систематизации материалов участия трудящихся города в обороне города Севастополя. Последний бой учёного произошёл на мысе Херсонес, где Куликовский получил тяжёлое ранение в голову и живот, попал в плен, подвергся мучительным истязаниям и убит.

## Труды
- Русская литература : сборник / отв. ред. В. В. Куликовский. — Симферополь : Государственное издательство Крымской АССР, 1940. — 129, [2] с. — (Известия Крымского педагогического института им. М. В. Фрунзе ; т. 10)[5]